# L'Orée de Mormal
L'Orée de Mormal es una comuna nueva francesa situada en el departamento de Norte, de la región de Alta Francia.

## Historia
Fue creada el 1 de enero de 2025, en aplicación de una resolución del prefecto de Norte de 29 de julio de 2024 con la unión de las comunas de Amfroipret y Bermeries, pasando a estar el ayuntamiento en la antigua comuna de Bermeries.

## Demografía
Según los datos aportados en la resolución del prefecto de Norte, la comuna se crea con 608 habitantes.

## Composición
| Comuna delegada | Código INSEE | Población (2022) | Superficie (km²) | Densidad (hab./km²) |
| --------------- | ------------ | ---------------- | ---------------- | ------------------- |
| Amfroipret      | 59006        | 232              | 1.54             | 151                 |
| Bermeries       | 59070        | 377              | 5.29             | 71                  |